# Gigantotermes excelsus
Gigantotermes excelsus là một loài côn trùng thuộc bộ Neuroptera. Loài này được Oppenheim miêu tả năm 1888.